# Triklario
Der Triklario (griechisch Τρικλάριο, bulgarisch Корбец, Горбец, Гърбец, Корабец, Горбеч; Трикларион, Γόρμπες, Γορμπές, Γκόρμπες; eigentlich: „Das Drei-Zweigige“) ist ein Berg im Westen Mazedoniens, Nordgriechenland.

## Geographie
Der Gebirgszug erreicht eine Höhe von 1776 m und erstreckt sich über ca. 30 km Länge. Er liegt im Regionalbezirk Florina und Kastoria in deren nordwestlichen Teilen an der Grenze zu Albanien. Ein großer Teil davon setzt sich über die Grenze hinaus in Richtung Albanien fort.
Triklario geht im Norden in den Varnouda über. Der Fluss Ladopotamos (Λαδοπόταμος, Λιβαδοπόταμος, Ζελοβίτης, Ζέλοβας, Желевска Река, Рулска Река) trennt es vom Verno im Osten, während an seinem nördliche Fuß der Kleine Prespasee liegt. Im Westen endet der Bergzug am breiten Devoll-Tal (Ebene von Bilisht).
Sein Hauptgipfel ist der Barba (Μπάρμπα) bekannt, weitere Gipfel sind Karakoli (Καρακόλι, 1689 m), Orlovo (Όρλοβο, Орлово 1715 m) und Mavri Rachi (Μαύρη Ράχη, 1394 m).
An den Hängen des Berges liegen verstreute Dörfer und kleinere Siedlungen. Krystallopigi ist der größte Ort. Im Westen in Albanien liegt die Kleinstadt Bilisht.
Am Südfuß des Berges verläuft die Europastraße 86. An einem 1044 m ü. A. hohen Pass liegt der Grenzübergang Krystallopigi/Kapshtica.